# Jüdischer Friedhof Ohlsdorf

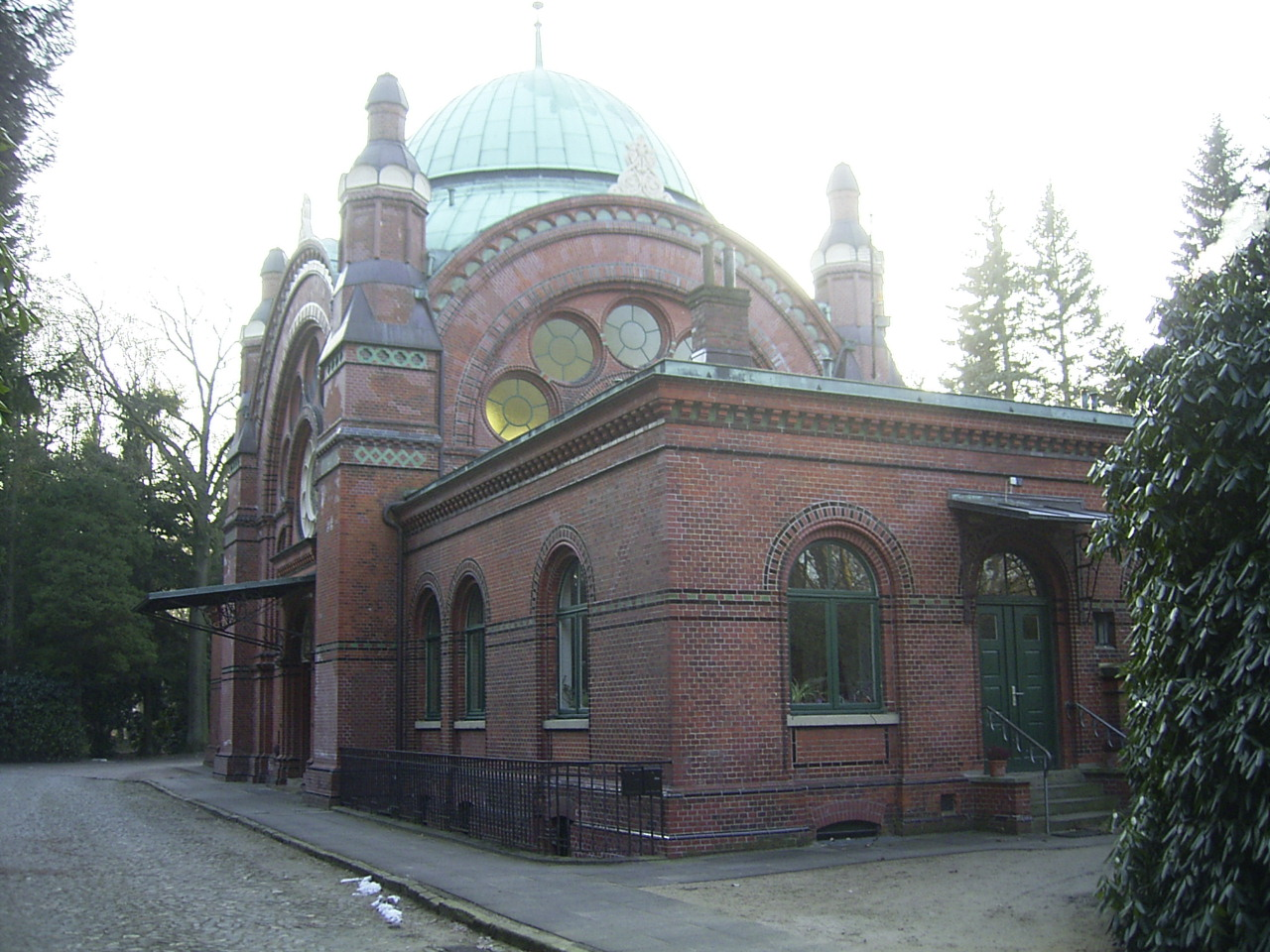
Trauerhalle des jüdischen Friedhofes.

Der Jüdische Friedhof Ohlsdorf, auch Jüdischer Friedhof Ilandkoppel ist ein Begräbnisplatz im Hamburger Stadtteil Ohlsdorf. Er ist derzeit die größere der beiden jüdischen Begräbnisstätten in Hamburg, auf der noch Beisetzungen stattfinden. Hier befindet sich die Begräbnisstätte der Liberalen Jüdischen Gemeinde zu Hamburg.

## Lage

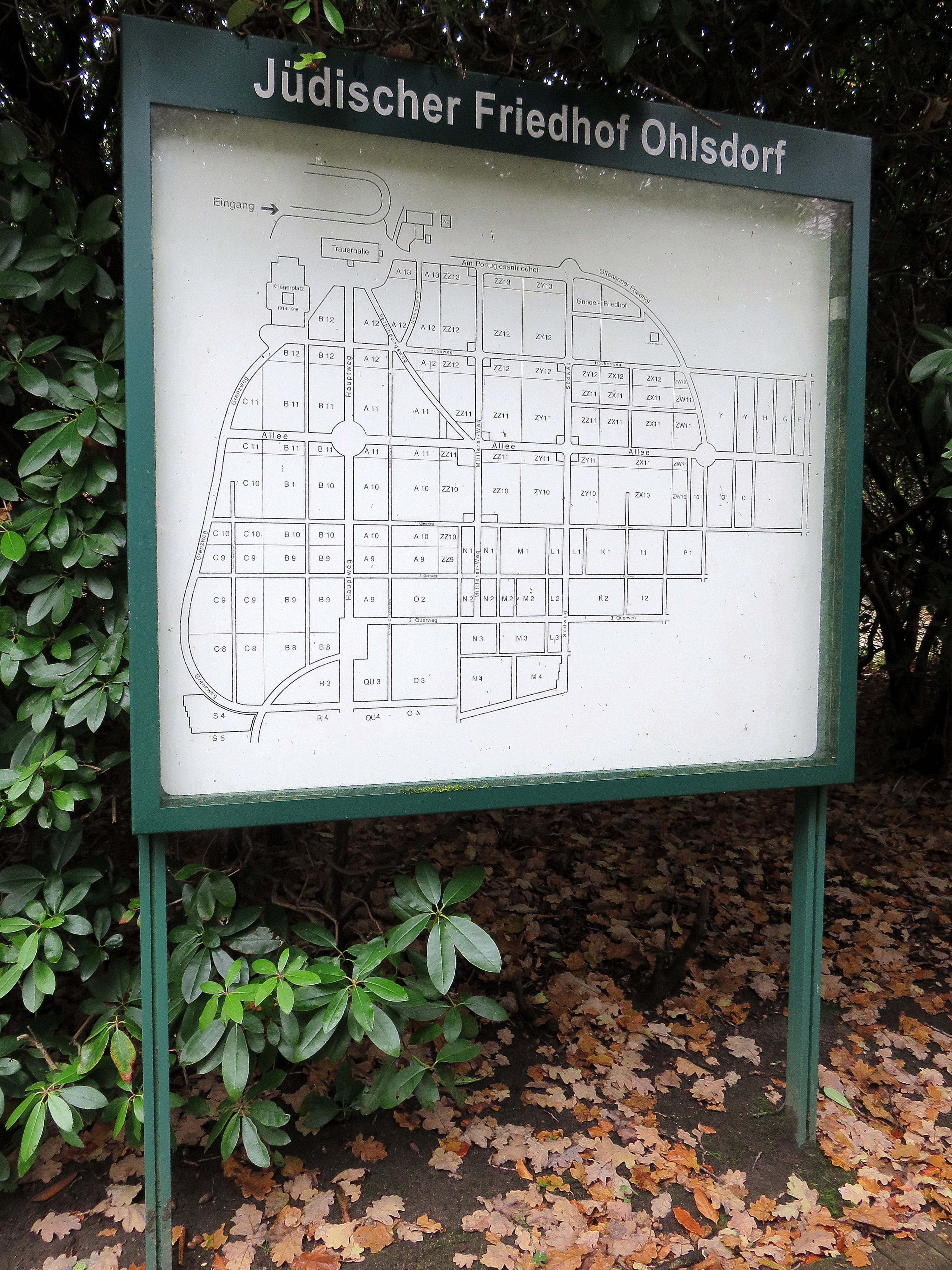
Übersichtsplan im Eingangsbereich des Jüdischen Friedhofs Ohlsdorf, Ilandkoppel 68 in Hamburg-Ohlsdorf

Der Friedhof liegt in direkter Nachbarschaft zum städtischen Friedhof Ohlsdorf. Abgetrennt von diesem ist er nur über einen separaten Zugang zu erreichen. Mit Tor, Gitter und Zaun deutlich nach außen abgegrenzt, bildet der Jüdische Friedhof Ohlsdorf einen eigenständigen Begräbnisplatz für die aschkenasische (deutsch-israelitische) und sefardische (portugiesisch-jüdische) Gemeinde Hamburgs.

## Beschreibung

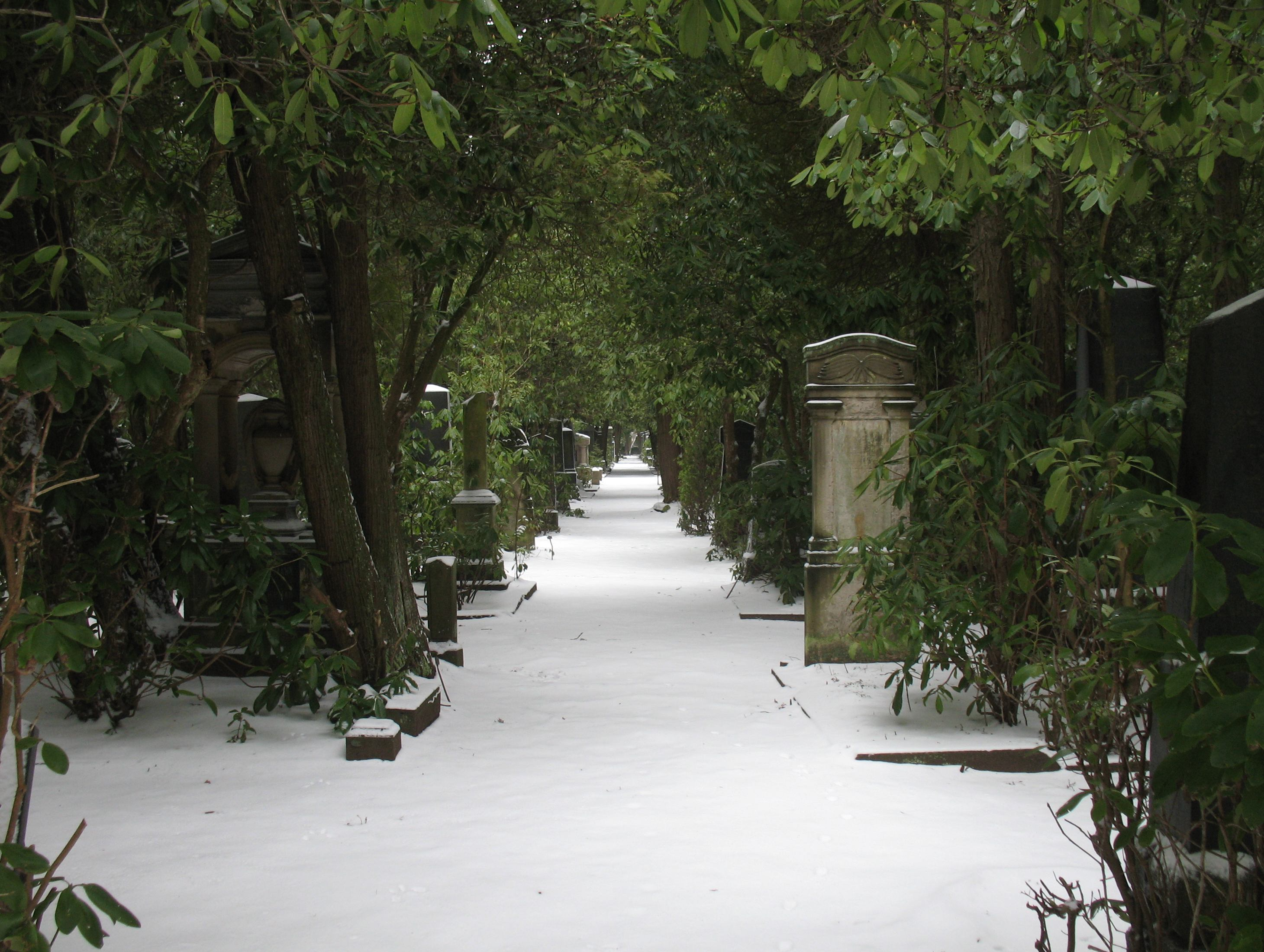
Jüdischer Friedhof Ohlsdorf in Hamburg-Ohlsdorf, Deutschland

Der jüdische Friedhof an der Ilandkoppel wurde im Jahre 1883 eröffnet. Auf dem elf Hektar großen Begräbnisplatz befindet sich auch eine von August Pieper (1844–1891) entworfene Trauerhalle mit Friedhofssynagoge.
Gleich hinter dem Friedhofseingang befindet sich ein Brunnen, der einst rituellen Waschungen diente, denn Friedhof und Tote führen für die frommen Juden zu einer rituellen Verunreinigung. Die nahegelegene große Abdankungshalle wurde 1883 auf Kosten der Jüdischen Gemeinde erbaut und am 4. September 1884 eingeweiht. Der Architekt August Pieper hatte für dieses Kuppelgebäude ganz im Sinne des seinerzeit vorherrschenden Historismus den romanischen Stil als Vorbild gewählt. Gegenüber stand einst die Leichenhalle mit dem Raum für die rituelle Waschung der Toten (Taharahaus). Sie wurde nach einem Umbau in den 1920er Jahren (nach 1933) abgerissen.

## Abteilungen
Der jüdische Friedhof Ohlsdorf wird als einzige jüdische Begräbnisstätte Hamburgs noch heute für weitere Bestattungen benutzt. Er besteht aus mehreren Abteilungen, unter anderem den früheren aus dem Hamburger Stadtgebiet umgebetteten Begräbnisstätten:
- Ehrenfriedhof für die im Ersten Weltkrieg gefallenen jüdischen Soldaten
- Portugiesenfriedhof
- Historischer Grindelfriedhof, Portugiesischer Teil
- Historischer Grindelfriedhof, Deutsch-Israelitische Gemeinde
- Historischer Friedhof Ottensen
- Neuer Jüdischer Friedhof
- Friedhof Neuer Steinweg

### Mahnmal für die Opfer des Nationalsozialismus

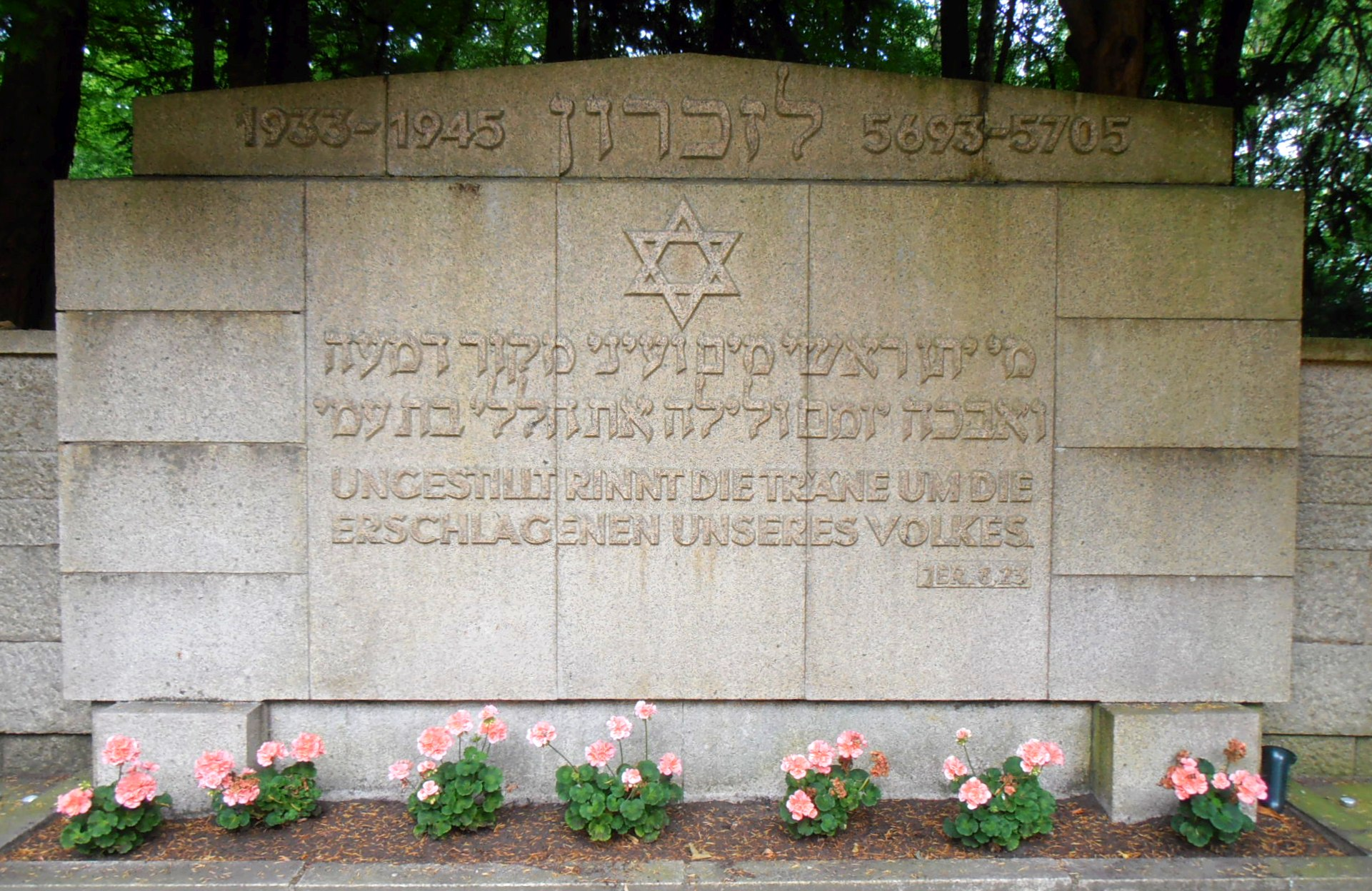
Wand hinter dem Mahnmal

An Stelle der ehemaligen Leichenhalle befindet sich seit 1951 das Mahnmal für die Opfer des Nationalsozialismus, das an die über 190.000 deutschen Juden und an die über fünf Millionen europäischen Juden erinnert, die von den Deutschen umgebracht wurden. Die freistehende Urne enthält Asche und Erde aus dem Vernichtungslager Auschwitz. Das Mahnmal wurde von Felix Ascher gestaltet. An der Wand dahinter sind unter dem Davidsstern und den Jahreszahlen 1933–1945 in deutscher und hebräischer Sprache die Bibelworte Ungestillt rinnt die Träne um die Erschlagenen unseres Volkes (Jer 8,23 ): מי יתן ראשי מים ועיני מקור דמעה ואבכה יומם ולילה את חללי בת עמי.

### Ehrenfriedhof für die im Ersten Weltkrieg gefallenen jüdischen Soldaten
Hinter der Abdankungshalle liegt der 1922 fertiggestellte Ehrenfriedhof für die Kriegsgefallenen der Deutsch-Israelitischen Gemeinde zu Hamburg. Zwischen 1916 und 1921 beteiligten sich etliche Architekten an den Wettbewerben für Kriegergrabmäler, eine Notkapelle und schließlich eine Heldengedenkhalle für den Hauptfriedhof Ohlsdorf. Auf diesem Platz fanden schon während des Krieges Beisetzungen von Kriegsteilnehmern statt, diese erfolgten jedoch nach keinem einheitlichen Plan, erst 1918 entstanden Überlegungen zu einer würdigen Gesamtanlage. Nach Beendigung des Krieges schrieb im Juni 1920 die Deutsch-Israelitische Gemeinde unter den jüdischen Architekten Hamburgs einen beschränkten Wettbewerb zur Erlangung von Entwürfen für die Ausgestaltung des Kriegerehrenhofes aus, den die Architekten Fritz Block und Ernst Hochfeld (Büro Block und Hochfeld) gewannen, dieser Entwurf wurde der Ausführung zugrunde gelegt. Für die 80 Gräber wurde ein schlichter Stein aus Muschelkalk mit einem Blattornament gewählt. In der freien Mitte steht, im wirksamen Gegensatz zu dem gelagerten Bild der Grabsteine, ein straff emporstrebender, mit einem bronzenen Lorbeerkranz gekrönter Obelisk. Zu beiden Seiten des mittleren Platzes, der auch Gedenkfeiern dienen sollte, sind neun einfache, strenge Gedenksteine aufgestellt, auf denen die Namen von über 400 in fremder Erde ruhenden jüdischen Soldaten aus Hamburg eingegraben sind.

### Grabfelder der Deutsch-Jüdischen Gemeinde

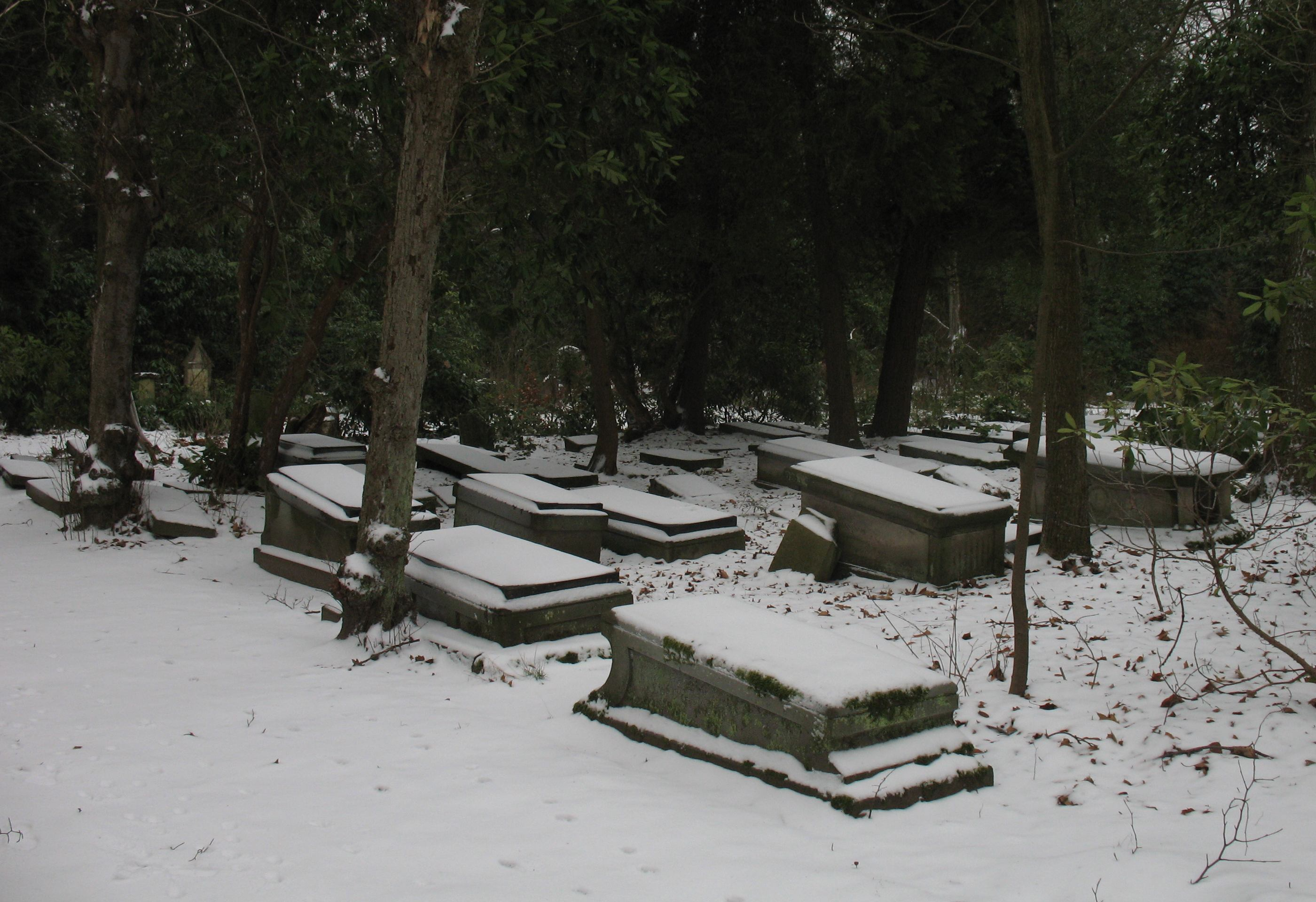
Portugiesengräber

Geradeaus weiter befindet sich zunächst auf der rechten Seite die von dichtem Baumreihen verdeckten Grabfelder der Deutsch-Jüdischen Gemeinde. Portugiesische Familiennamen zeigen an, dass die strikte Trennung zwischen Aschkenasim und Sefardim im 19. Jahrhundert nicht mehr Bestand hatte. Wenige Meter weiter folgt das Gräberfeld der sephardischen Gemeinde, das sich durch seine Grabmale deutlich von den übrigen Bereichen unterscheidet. Auf dem Friedhof gibt es im Grunde nur zwei Grabarten: Das sogenannte Gittergrab, eine Familiengrabstätte, die von ihrem Erwerber eingefriedet werden musste, und das Reihengrab, in dem hintereinander, so wie die Todesfälle eintrafen, beerdigt wurde. Allerdings konnte für Ehepartner ein Nachbargrab reserviert werden. Für Kinder gab es ab 1886 eigene Grabreihen. Erst 1897 wurde auch die Bestattung von Aschen zugelassen. Die orthodoxen Juden lehnten allerdings die Feuerbestattung auch weiterhin ab. Die Urnen mussten anfangs in einem Sarg bestattet werden, so dass nach außen hin der Unterschied nicht wahrgenommen werden konnte.

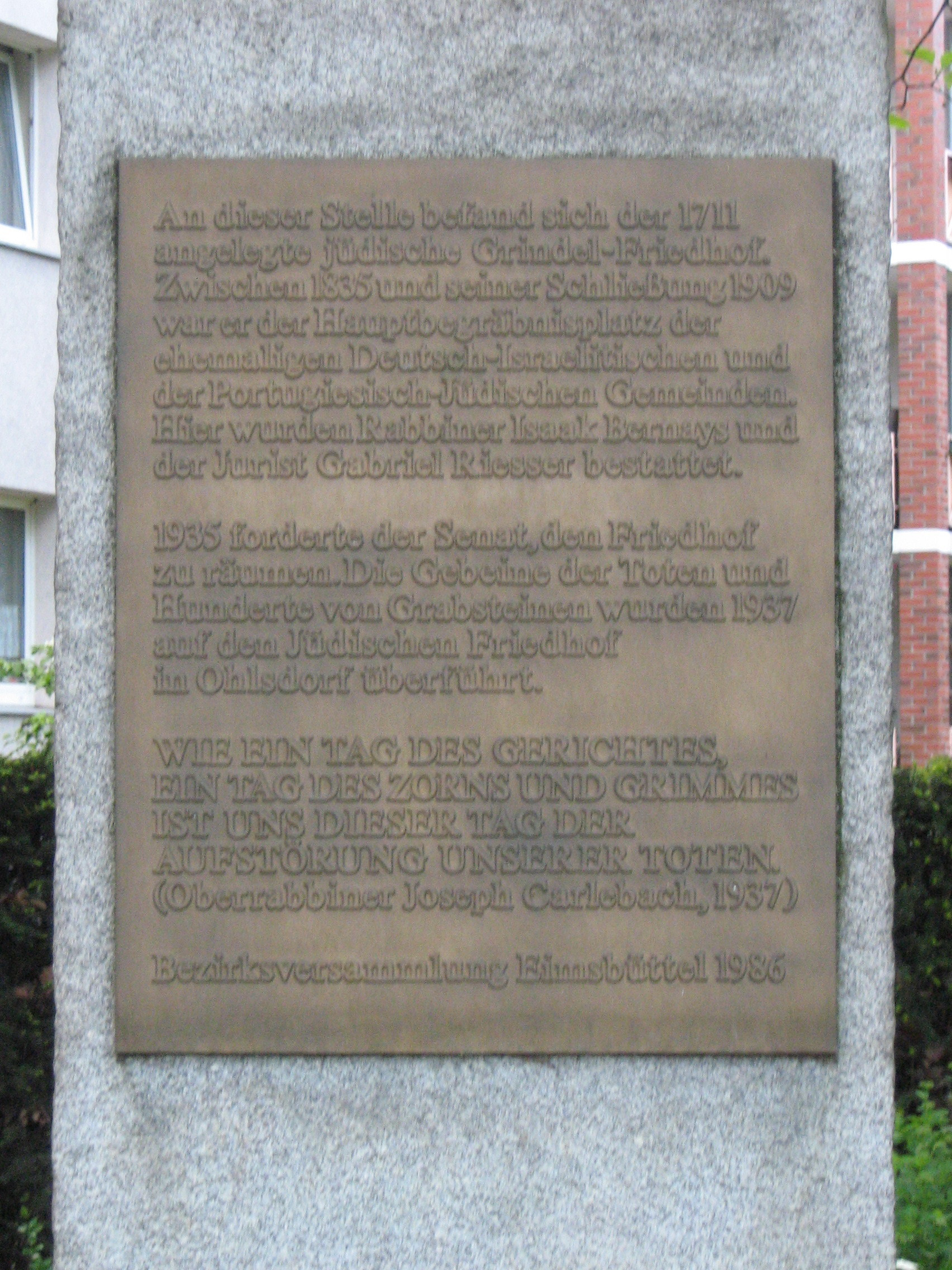
Gedenkstein an der Rentzelstraße, Erinnerung an den historischen Grindelfriedhof

### Gräber zwangsgeräumter jüdischer Friedhöfe
In der Zeit des Nationalsozialismus wurden der Friedhof am Neuen Steinweg (1930er Jahre), der Friedhof am Grindel, Rentzelstraße, Ecke Verbindungsbahn (1937) und der Ottenser Friedhof, Ottenser Hauptstraße (1937–1941) zwangsgeräumt. Einige Gräber konnten durch die Jüdische Gemeinde auf den Jüdischen Friedhof Ohlsdorf umgebettet werden.

## Gräber bekannter Persönlichkeiten
- Jacob Loewenberg (1856–1929), deutscher Schriftsteller und Pädagoge.
- Kurt Schwabach (1898–1966), deutscher Textdichter und Librettist.
- Carl Melchior, (1871–1933), deutscher Jurist, Bankier und Politiker. Er war Leiter der deutschen Finanzdelegation bei den Friedensverhandlungen zum  Friedensvertrag von Versailles, Feld L1.
- Esther Bejarano (* Esther Loewy 1924–2021), deutsche jüdische Überlebende des KZ Auschwitz-Birkenau. Mit Anita Lasker-Wallfisch und anderen spielte sie im Mädchenorchester von Auschwitz. Zeitzeugin.
- Peggy Parnass, (1927–2025), Schauspielerin, Kolumnistin, Gerichtsreporterin und Autorin. Sie war u. a. mit Esther Bejerano befreundet, deren Begräbnis sie beiwohnte, und wurde selbst am 18. März 2025 in Ohlsdorf bestattet.

## Galerie

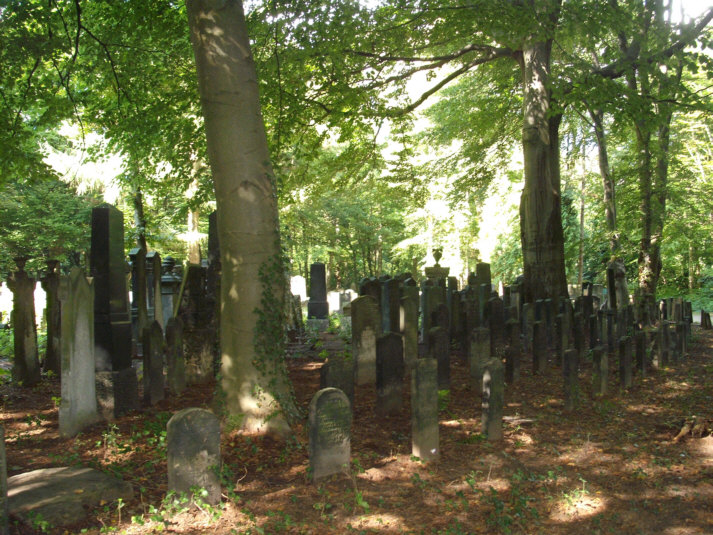
Grabplatten vom ehemaligen Grindelfriedhof
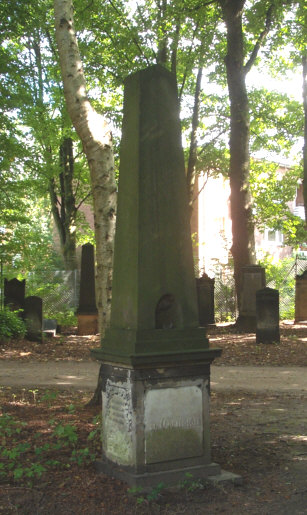
Grabmal Georg Hartog Gerson
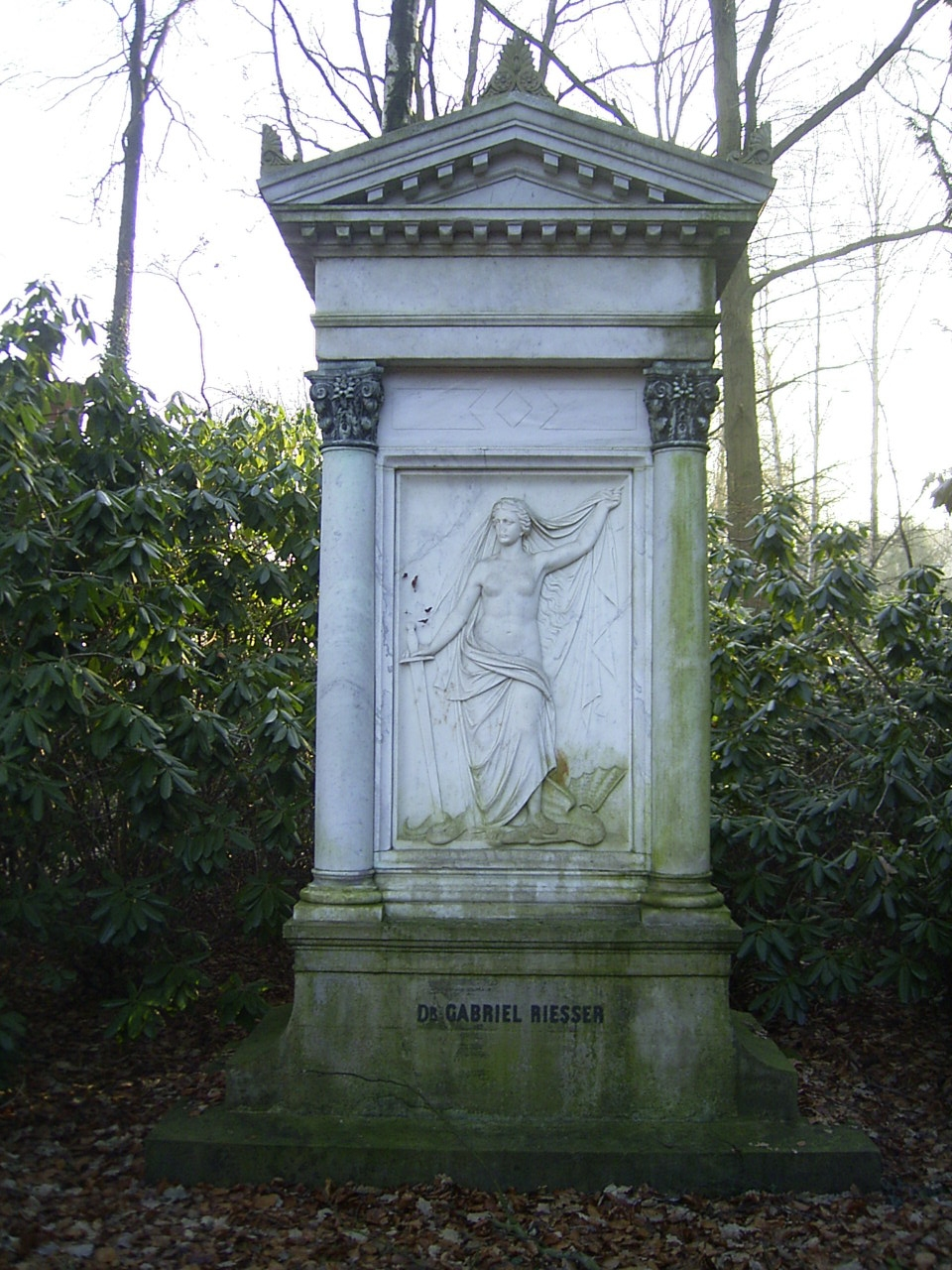
Grabmal Gabriel Riessers
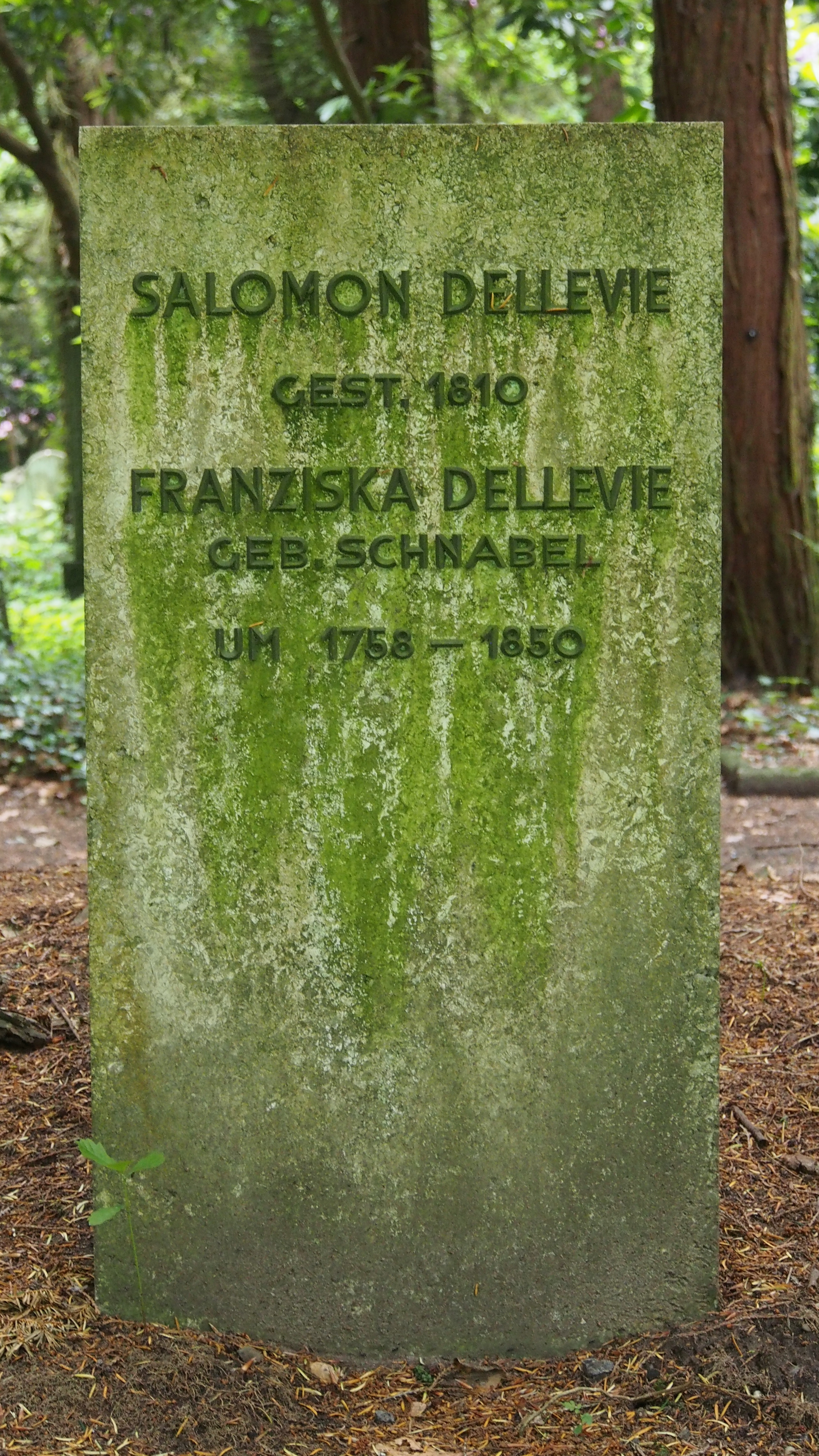
Grabstein der Juwelier-Ehepaares Dellevie, Schwiegereltern des Malers Leo Lehmann
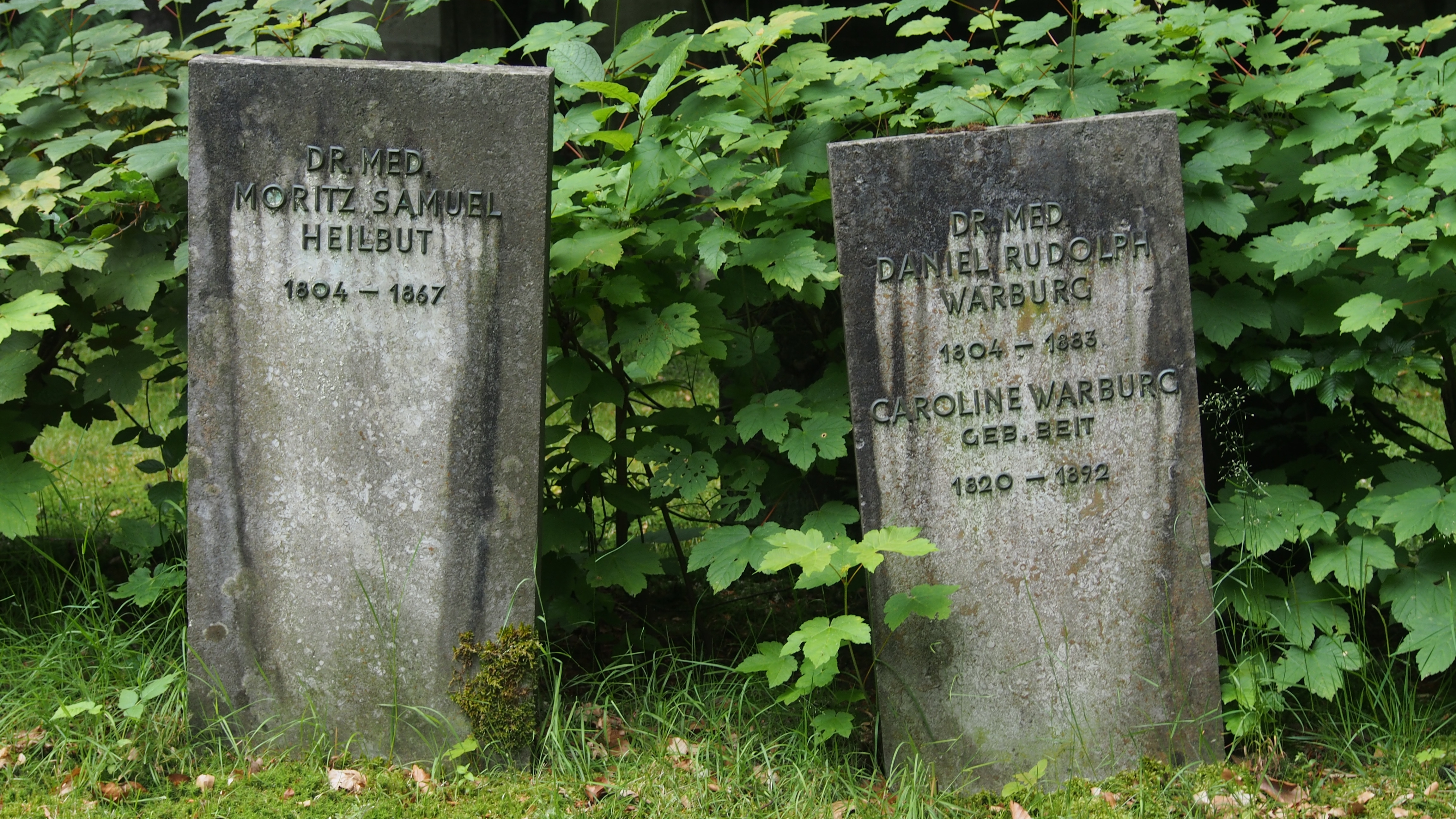
Grabsteine Moritz Samuel Heilbut und Familie Warburg
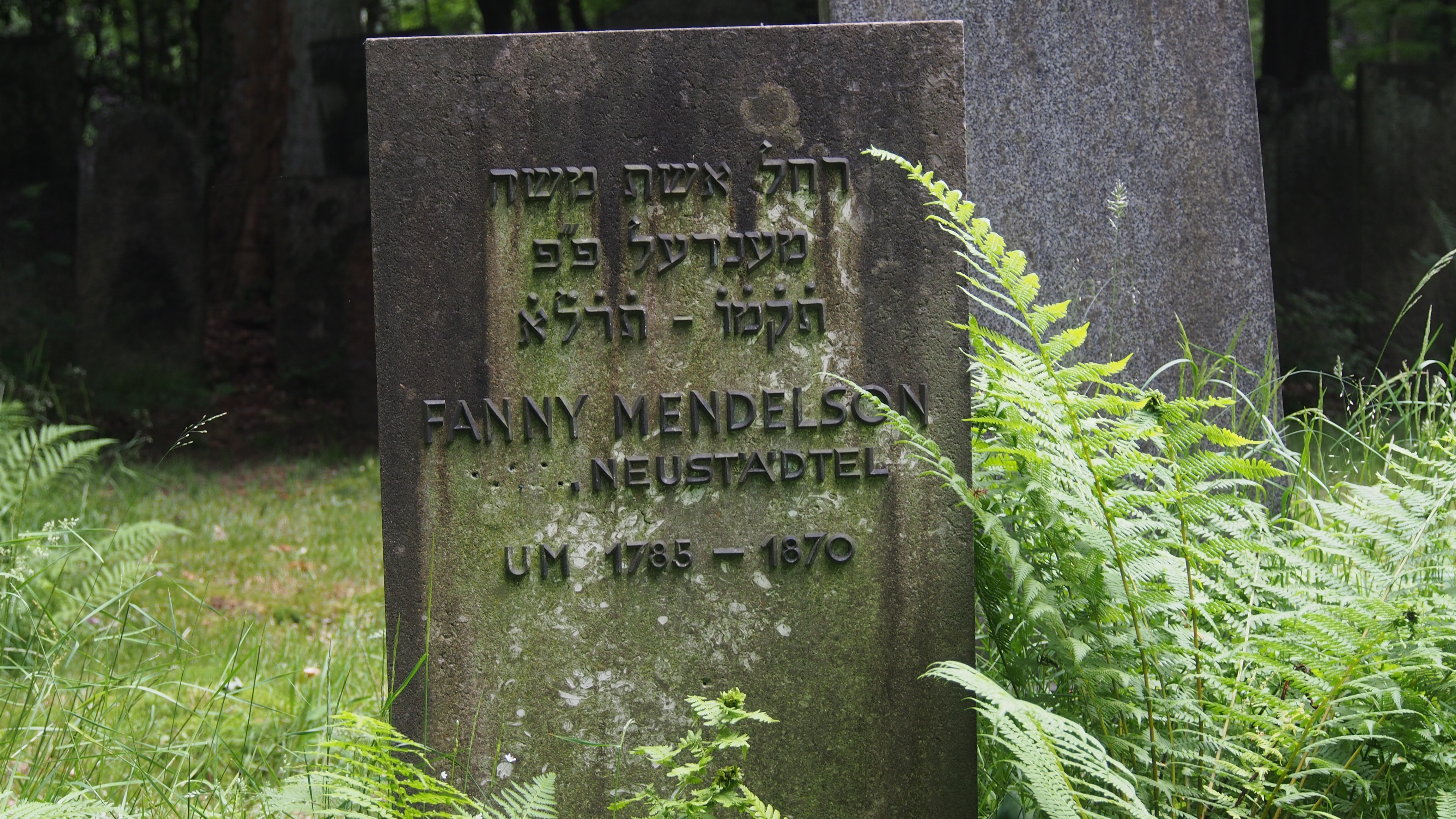
Grabstein Fanny Mendelssohn-Hensel
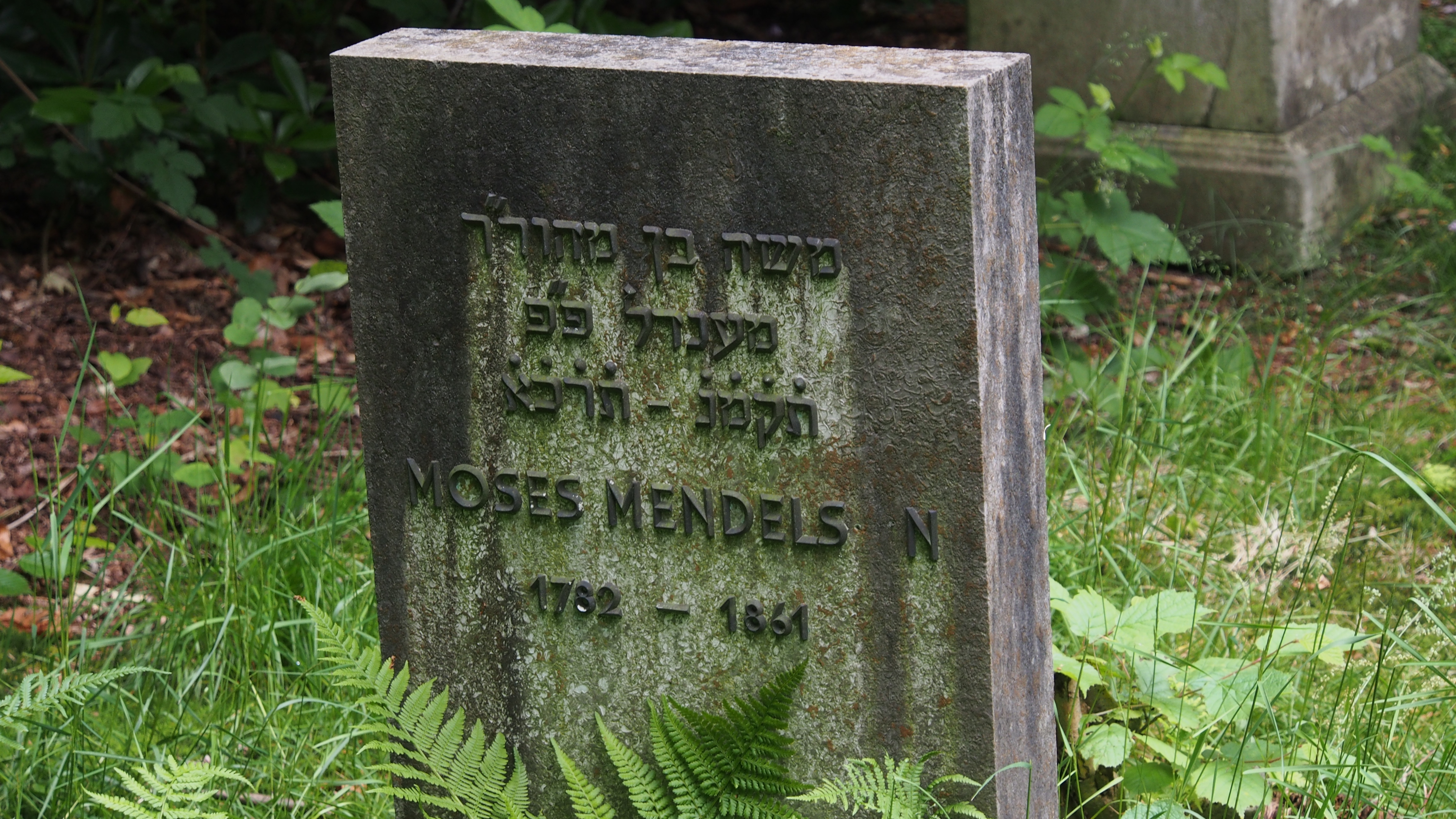
Grabstein Moses Mendelssohn
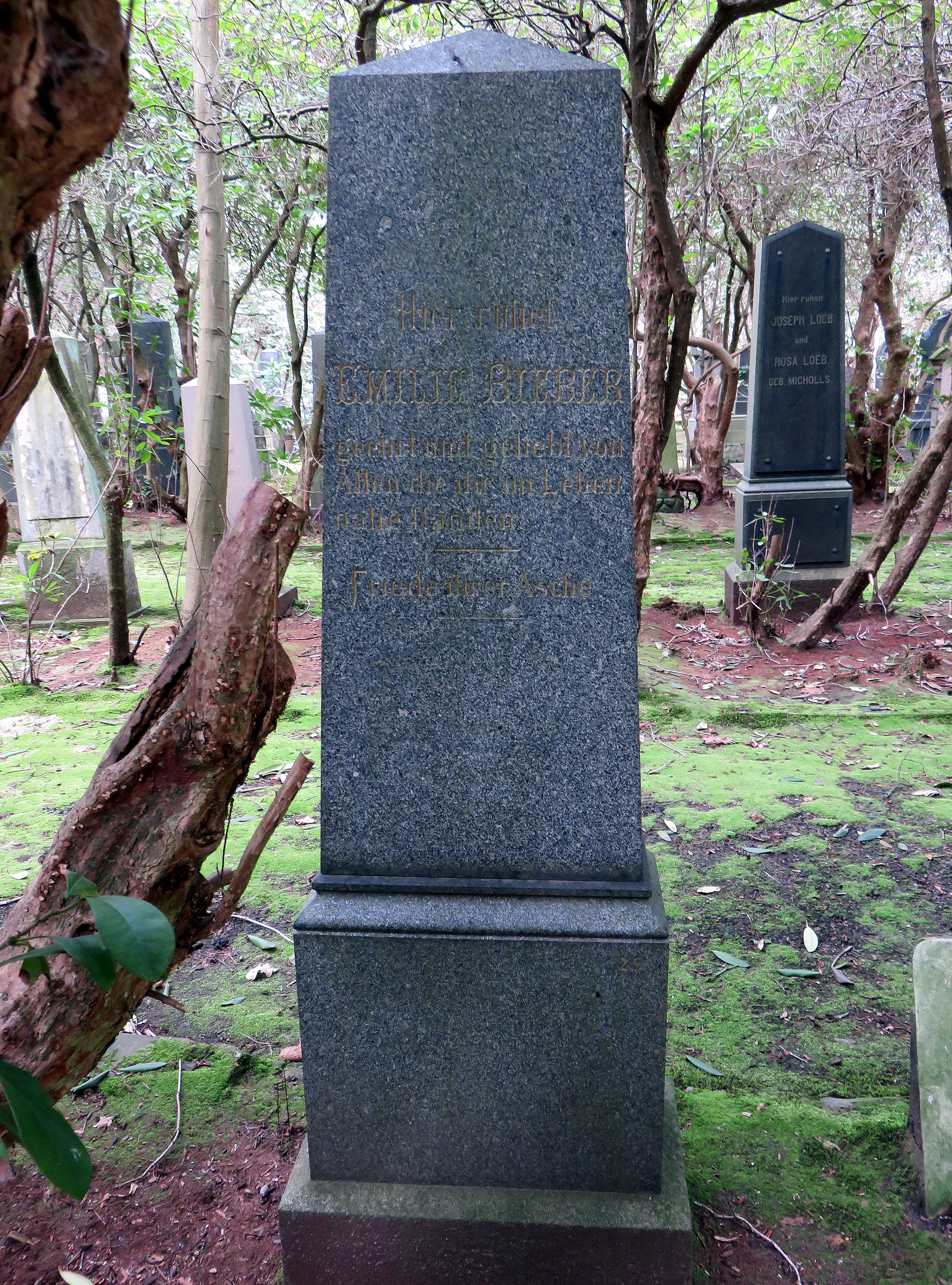
Grabstein Emilie Bieber